# Dynestadgöl
Dynestadgöl är en sjö i Västerviks kommun i Småland och ingår i Botorpsströmmens huvudavrinningsområde. Sjöns area är 0,06 kvadratkilometer och den är belägen 91 meter över havet.